# Barrô (Águeda)
Barrô era una freguesia portuguesa del municipio de Águeda, distrito de Aveiro.

## Localización
Localizada en el sur del municipio, la freguesia de Barrô tenía por vecinos a las freguesias de Recardães al norte, Aguada de Cima al este, Aguada de Baixo al sur y Espinhel al noroeste y al municipio de Oliveira do Bairro al sur.

## Heráldica: blasón, sello y bandera
La freguesia de Barrô fue la primera del municipio en poseer estos símbolos. En acta del 16 de marzo de 1993 la Asociación de Arqueólogos Portugueses, en Lisboa, aprueba sin ningún problema la proposta presentada, por lo que su parecer fue publicado en el Diário da República, II Série, del 6 de agosto de 1993 en que se pasó a instituir definitiva y oficialmente, el blasón, sello y bandera de la freguesia de Barrô.
Esta es la descripción heráldica incluida en el acta que la Junta envió a la Asociación de los Arqueólogos:

Descripción heráldica: Las armas de plata simbolizan la nobleza; los racimos de uvas y las espigas de arroz, significan las dos culturas predominantes en la freguesía; las ruedas dentadas, son el reflejo del progreso industrial de Barrô en los últimos años; las franjas onduladas de azul, simbolizan el río Cértima, que corre al oeste del límite de la freguesia. En la bandera, el amarillo significa el dorado de los campos de arroz y el rojo la fuerza, el progresso y el dinamismo de Barrô y de sus gentes.

Diario da República – III SÉRIE – N.º 183 – 6 de agosto de 1993

## Historia
En el año 982 aparece en las confrontaciones con Recardães, así como en el 961 en las de Aguada de Baixo. Fue acotado por D. Afonso Henriques para el obispo Bernardo. En lo que se refiere a la obtención del fuero, parece que fue otorgado en Lisboa por D. Manuel en el año 1514.
Fue villa y sede del municipio entre 1514 y los comienzos del siglo XIX. Estaba constituido por las freguesias de Aguada de Baixo e Barrô de Aguada. Tenía, en 1801, 970 habitantes.
Fue suprimida el 28 de enero  de 2013, en aplicación de una resolución de la Asamblea de la República portuguesa promulgada el 16 de enero de 2013 al unirse con la freguesia de Aguada de Baixo, formando la nueva freguesia de Barrô e Aguada de Baixo.

## Lugares de interés
- Barrô
- Carqueijo
- Iglesia Parroquial (siglo XVII): destaca el conjunto del retablo y el techo.
- Capilla de Santo António (siglo XVII): la imagen de San Antonio es del siglo XV pero bastante tosca.
- Crucero: Conserva sólo la columna del siglo XVII